# Chaltura
Chaltura, offiziell: San José de Chaltura, ist eine Ortschaft und eine Parroquia rural („ländliches Kirchspiel“) im Kanton Antonio Ante der ecuadorianischen Provinz Imbabura. Die Parroquia besitzt eine Fläche von 13,91 km². Die Einwohnerzahl lag im Jahr 2010 bei 3147.

## Lage
Der etwa 2350 m hoch gelegene Ort Chaltura befindet sich in den Anden 3,6 km nordöstlich vom Kantonshauptort Atuntaqui sowie 8 km westlich der Provinzhauptstadt Ibarra. Chaltura liegt im Norden eines Ballungsraumes, der von Atuntaqui bis nach Ibarra reicht. Der Río Ambi fließt entlang der nördlichen Verwaltungsgrenze nach Osten.
Die Parroquia Chaltura grenzt im Osten an die Parroquia Imbaya, im Südosten an die Parroquia San Antonio de Ibarra (Kanton Ibarra), im Süden an die Parroquia Natabuela, im Westen an das Municipio von Atuntaqui sowie im Nordwesten an die Parroquia Urcuquí (Kanton San Miguel de Urcuquí).

## Geschichte
Die kirchliche Pfarrei wurde am 9. November 1932 gegründet, die zivilrechtliche Parroquia am 9. September 1935. Der Name „Chaltura“ kommt aus dem Quechua und bedeutet „tiefe Ebene“.